# Wüstenhase
Der Wüstenhase (Lepus tibetanus) ist eine Säugetierart aus der Gattung der Echten Hasen (Lepus) innerhalb der Hasenartigen (Lagomorpha). Er lebt im Hochgebirge Zentralasiens und ist über Teile Afghanistans, Pakistans, der Mongolei und der Volksrepublik China verbreitet.

## Merkmale
Der Wüstenhase ist ein Hase mit einer Kopf-Rumpf-Länge von 40 bis 48 Zentimetern, einer Schwanzlänge von 5,0 bis 7,5 Zentimetern und einem Gewicht von 1625 bis 2500 Gramm. Die Hinterfüße haben eine Länge von 109 bis 135 Millimeter, die Ohren messen 81 bis 110 Millimeter. Der Körper ist schlank mit einem vergleichsweise kleinen Kopf. Das Rückenfell ist sandgelb oder mit einem schwarzen Unterton dunkler gefärbt. Im Winter ist das Rückenfell dichter und besitzt eine dunklere grau-sandfarbene Färbung. Die Hüfte ist grau und die Außenseiten der Vorder- und Hinterbeine sowie die Bauchseite sind gelblich bis weiß. Auf der Schwanzoberseite finden sich braun-schwarze Streifen. Die Ohren sind weit und zeigen am Ansatz büschelige Haare, die Ohrenspitze ist schwarzbraun. Die Augen sind hell umrandet.
Der Schädel weist vergleichsweise lange Zwischenkieferknochen (Prämaxillare) und kurze Nasenbeine auf. Der Processus supraorbitalis, ein Fortsatz des Stirnbeins oberhalb der Augen, ist gut ausgebildet und nach oben gebogen. Die Paukenblase ist vergrößert und der Jochbogen breit.

## Verbreitung

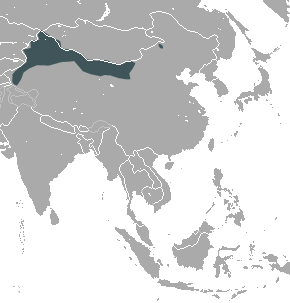
Verbreitungsgebiet des Wüstenhasen

Der Wüstenhase lebt in Zentralasien. Das Verbreitungsgebiet umfasst Teile von Afghanistan, des nördlichen Pakistans und der südlichen Mongolei und erstreckt sich von dort in die Provinzen Gansu, Nei Mongol und Xinjiang der Volksrepublik China. Dabei lebt er in weiten Teilen seines Verbreitungsgebietes allopatrisch mit dem Tolai-Hasen (L. tolai) und nur für das Gebirge Tian Shan wird eine sympatrische Verbreitung angenommen.
Die Art lebt vor allem in Wüsten- und Halbwüstengebieten und der Grassteppe in Höhen von 3.500 bis 4.000 Metern.

## Lebensweise
Der Lebensraum des Wüstenhasen liegt vor allem in Halbwüsten- und Steppengebieten mit geringer Vegetation aus Grasland oder strauchigem Bewuchs. Dabei meidet die Art allerdings Bergwiesen, obwohl sie in Höhen von mehr als 3.500 Metern vorkommt.
Sie ist vor allem dämmerungsaktiv, kann jedoch auch während des Tages beobachtet werden. Sie ernährt sich generalistisch von krautigen Pflanzen, Gräsern, Samen, Beeren, Wurzeln und Zweigen und gräbt keine eigenen Bauten. Die Tiere bringen ein- bis dreimal im Jahr Jungtiere zur Welt, die Größe der Würfe reicht von drei bis zehn Jungtieren.

## Systematik
Der Wüstenhase wird heute als eigenständige Art den Echten Hasen (Gattung Lepus) zugeordnet. Bereits bis etwa 1930 wurde er als eigene Art betrachtet und danach lange gemeinsam mit dem Tolai-Hasen (Lepus tolai) als Unterart des Feldhasen (Lepus europaeus) und später des Kaphasen (Lepus capensis) geführt.
Innerhalb der Art werden neben der Nominatform Lepus tibetanus tibetanus vier weitere Unterarten unterschieden: Lepus tibetanus centrasiaticus, L. t. craspedotis, L. t. pamirensis, L. t. stoliczkanus.

## Gefährdung und Schutz
Die Art wird von der International Union for Conservation of Nature and Natural Resources (IUCN) aufgrund des großen Verbreitungsgebiets und der hohen Bestandszahlen als nicht gefährdet („least concern“) eingestuft. Größere Bedrohungen für den Artbestand sind nicht bekannt, allerdings liegen auch keine aktuellen Daten zum Bestand vor.

## Belege
1. ↑  Theodor C. H. Cole: Wörterbuch der Säugetiernamen - Dictionary of Mammal Names, 1. Auflage 2015
2. ↑  Stéphanie Schai-Braun & Klaus Hackländer (verantwortlich für die deutschen Trivialnamen: Gustav Peters & Rainer Hutterer): Family Leporidae (Hares and Rabbits). In: Don Ellis Wilson und Russell A. Mittermeier (Hrsg.): Handbook of the Mammals of the World. Volume 6: Lagomorphs and Rodents 1 Lynx Edicions, Barcelona 2016, ISBN 978-84-941892-3-4, S. 133–134
3. 1 2 3 4 5 6 7  Desert Hare. In: Andrew T. Smith, Yan Xie: A Guide to the Mammals of China. Princeton University Press, 2008; S. 290. ISBN 978-0-691-09984-2.
4. 1 2 3 4 5 6 7 8 9  Lepus tibetanus in der Roten Liste gefährdeter Arten der IUCN 2012.2. Eingestellt von: Andrew T. Smith, A.F. Boyer (Lagomorph Red List Authority), 2008. Abgerufen am 8. November 2012.
5. 1 2  Don E. Wilson & DeeAnn M. Reeder (Hrsg.):  Lepus tibetanus (Memento vom 7. April 2016 im Internet Archive) in Mammal Species of the World. A Taxonomic and Geographic Reference (3rd ed).